# Disa remota
Disa remota är en orkidéart som beskrevs av Hans Peter Linder. Disa remota ingår i släktet Disa och familjen orkidéer. Inga underarter finns listade i Catalogue of Life.